# Li Xi
Pour les articles homonymes, voir Li.
Dans ce nom chinois, le nom de famille, Li, précède le nom personnel Xi.
Li Xi (en chinois : 李希 ; pinyin : Lǐ Xī), né le 16 octobre 1956 dans le Xian de Liangdang, Gansu, est un homme politique chinois, membre du Comité permanent du bureau politique du Parti communiste chinois et secrétaire du Comité central pour l'Inspection disciplinaire du Parti.
Li a passé une grande partie de sa carrière dans le nord-ouest de la Chine et a été secrétaire du parti de la base révolutionnaire de Yan'an. Il a ensuite été secrétaire adjoint du parti de Shanghai, puis gouverneur de la province du Liaoning, puis promu secrétaire du parti de la province du Guangdong.
À l'issue du 20e congrès, Li Xi est promu en tant que membre du Comité permanent du bureau politique du Parti communiste chinois et devient directeur du Comité central pour l'Inspection disciplinaire du Parti, succédant à Zhao Leji. Il est considéré comme un membre de la faction de Xi Jinping, et donc comme l'un des plus proches alliés de secrétaire général du PCC.

## Biographie

### Jeunesse
Li Xi est né le 16 octobre 1956 dans le comté de Liangdang, dans la province de Gansu. En 1975, dans le cadre de la révolution culturelle, il est envoyé dans la commune populaire de Yunping, dans le comté de Liangdang, en tant que « jeune instruit ». En 1976, il est embauché comme employé du bureau pour la culture et de l'éducation du comité du parti dans comté de Liangdang. Simultanément, il s'inscrit à l'université normale du Nord-Ouest pour y suivre une formation de premier cycle en langue et littérature chinoises. Li devient membre du Parti communiste chinois (PCC) en janvier 1982 et a obtient son diplôme universitaire la même année,.

### Carrière politique
Li a commencé sa carrière en travaillant comme mishu au département de la propagande provinciale du comité du parti de la province de Gansu en 1982. En 1985, il est devenu mishu au bureau du secrétaire du parti du Gansu. En 1986, il rejoint le département provincial de l'organisation du Gansu en tant que fonctionnaire, puis devient chef de division adjoint en 1987 et chef de division en 1990, où il reste en poste jusqu'en 1995. Cette anée, Li est nommé secrétaire du parti du district de Xigu, dans la capitale provinciale de Lanzhou, puis devient directeur du département de l'organisation provinciale en 1996. En 1999, il devient secrétaire adjoint du parti de Lanzhou, puis secrétaire du parti de la préfecture de Zhangye en 2001. En 2004, pendant son mandat à Zhangye, Li a participé à un programme de formation de quatre mois à mi-carrière proposé par l'École centrale du parti. En 2004, il est brièvement devenu secrétaire général du comité du parti de la province de Gansu pendant quelques mois.
En 2004, Li est transféré à Shaanxi, où il devient secrétaire général du comité provincial du parti et membre du comité permanent provincial. En 2006, Li devient secrétaire du parti de Yan'an, la capitale du Shaanxi. Yan'an revêt une importance particulière pour le Parti communiste car c'est le site de la base révolutionnaire de Mao après la fin de la Longue Marche. En 2008, il s'inscrit à l'École d'économie et de gestion de l'université Tsinghua de Pékin, où il obtient un master en administration des affaires en 2011, dans le cadre d'études à temps partiel.
En 2011, il est transféré à Shanghai pour occuper le poste de directeur du département de l'organisation de la municipalité, puis de secrétaire adjoint du parti. Le 5 mai 2014, il est à nouveau muté dans la province du Liaoning, dans le nord-est de la Chine, et est nommé gouverneur par intérim et secrétaire adjoint du Parti de la province, en remplacement du gouverneur sortant Chen Zhenggao. Il a été confirmé au poste de gouverneur par le corps législatif provincial plus tard dans l'année et a exercé ses fonctions jusqu'au 8 mai 2015,. Le 4 mai 2015, il a succédé à Wang Min en tant que secrétaire du Parti communiste du Liaoning, devenant ainsi le premier responsable de la province.
Li a été membre suppléant des 17e et 18e comités centraux du parti communiste chinois, membre titulaire du 19e comité central du parti communiste chinois et et actuellement membre titulaire du 20e comité central du parti communiste chinois.

### Administrateur du Guangdong
Lors du 19e congrès du parti, Li Xi a été nommé membre du Politburo du Parti communiste chinois. Le 28 octobre 2017, peu après le congrès du parti, Li Xi a été muté pour succéder à Hu Chunhua au poste de secrétaire provincial du parti dans la province méridionale de Guangdong.
Au cours de son mandat, Li Xi a été chargé de superviser la réponse de la province de Guangdong à la pandémie de COVID-19. Lors d'une conférence sur la promotion de la région de la Grande Baie en février 2022, Li a exhorté les cadres à donner la priorité à la construction de Qianhai et Hengqin, deux zones frontalières qui ont été sélectionnées comme zones d'essai pilotes dans des domaines tels que la finance et la technologie. Il a également appelé à attirer des talents internationaux et à approfondir la coopération avec Hong Kong et Macao dans des domaines tels que les infrastructures, le COVID-19, les échanges entre les peuples et la recherche en nouvelles technologies. En réponse aux fortes pluies qui se sont abattues sur le sud de la Chine en mai 2022, Li a tenu une réunion au cours de laquelle il a exhorté les fonctionnaires à être vigilants et à assurer l'approvisionnement en nourriture et l'aide en cas de catastrophe.

### A la tête de la puissante administration disciplinaire
En octobre 2022, à la suite de la première session plénière du 20e Comité central du Parti communiste chinois, Li est nommé au 20e Comité permanent du Politburo du Parti communiste chinois et succède à Zhao Leji au poste de secrétaire de la Commission centrale d'inspection de la discipline. À la suite de son ascension au Comité permanent du Politburo, Huang Kunming lui succède le 28 octobre 2022 en tant que secrétaire du Parti du Guangdong.
En mars 2023, la CCID a annoncé un cycle d'auto-inspection, que Li a qualifié de « tâche politique importante » pour s'assurer que son pouvoir n'est pas abusé. Il appelle les cadres à « nettoyer, rectifier et purifier l'organisation “ et à prendre ” les mesures les plus puissantes et les actions les plus décisives ». Le même mois, la CCID lance une campagne d'enquête sur la China Investment Corporation, la China Development Bank, la Agricultural Development Bank of China, le China Everbright Group et la People's Insurance Company of China, qui, selon Li, permettra de résoudre les problèmes en suspens dans l'industrie financière. Le 1er septembre 2023, Li prononce un discours lors du 11e Congrès national des Chinois d'outre-mer rentrés au pays et de leurs proches, où il appelle les Chinois d'outre-mer à « s'opposer résolument à l'indépendance et à promouvoir la réunification » avec Taïwan. Il a ensuite fait l'éloge des Chinois d'outre-mer pour leurs diverses contributions à la Chine.
En octobre 2023, Li a demandé des enquêtes sur cinq départements - le ministère de la Science et de la Technologie, le ministère de l'Industrie et des Technologies de l'information, la Commission de supervision et d'administration des actifs de l'État, l'Administration d'État de la science, de la technologie et de l'industrie pour la défense nationale, et l'Administration d'État du monopole du tabac - ainsi que sur 26 entreprises d'État, et a déclaré que la CCID renforcerait la supervision des chefs de départements et d'entreprises d'État, ainsi que la collaboration avec les départements de l'audit, des finances, des statistiques, des pétitions et d'autres départements. À la fin du mois, Li a participé au sommet du Groupe des 77 à La Havane (Cuba), envoyant délégation chinoise la plus important à ce sommet depuis des années. Au cours du sommet, Li a déclaré que la Chine souhaitait travailler avec les pays en développement pour rendre la gouvernance mondiale plus équitable, tout en affirmant que « certains pays » imposaient des sanctions unilatérales qui nuisaient au Sud. En novembre 2023, il rencontre le président de la Commission centrale d'inspection du Parti communiste vietnamien, Trần Cẩm Tú, et promet de renforcer la coopération en matière de lutte contre la corruption.
Li a présenté un rapport de travail de la CCID en janvier 2024, qui promettait de lutter contre la corruption en Chine et à l'étranger. Il a déclaré que la CCID ciblerait les « pratiques malsaines et la corruption “ dans le cadre de la revitalisation rurale, assurerait la lutte contre la corruption dans le cadre des nouvelles routes de la soie, assurerait la sécurité politique et ” ne montrerait aucune pitié envers ceux qui forment des gangs politiques, des cliques et des groupes d'intérêt ». Li s'est rendu au Kenya en novembre 2024, où il a rencontré le président kényan William Ruto, qui a révélé qu'il y avait des discussions avancées sur le financement par la Chine de la route du sommet Rironi-Mau.